# Heights Community Center
Le Heights Community Center est un bâtiment américain à Albuquerque, au Nouveau-Mexique. Construit dans le style Pueblo Revival, ce centre communautaire est achevé en 1940. Il est inscrit au Registre national des lieux historiques depuis le 9 décembre 2021.